# Dahlia Tour Final 1996
Dahlia Tour Final 1996 è una pubblicazione video degli X Japan. Uscì nel 1997, disponibile soltanto in formato VHS. Si presentava come un cofanetto contenente 3 videocassette e un libretto di 30 pagine. Solo nel 2002 il concerto venne stampato in formato dvd.
Il filmato contiene diverse parti dei concerti tenuti dalla band al Tokyo Dome il 30 e il 31 dicembre del 1996 per la chiusura del loro "DAHLIA TOUR". Una seconda stampa del dvd è stata venduta il 3 luglio 2010 durante una sessione di autografi tenuta da Yoshiki presso il punto Fnac degli Champs Élysées a Parigi.

## Tracce
VHS 1
1. DRUM solo ~ Amethyst - (YOSHIKI)
2. Rusty Nail - (YOSHIKI - YOSHIKI)
3. WEEK END - (YOSHIKI - YOSHIKI)
4. SCARS - (HIDE - HIDE)
5. DAHLIA - (YOSHIKI - YOSHIKI)
6. HEATH solo - (HEATH)
7. HIDE solo - (HIDE)
8. DRAIN - (HIDE & TOSHI - HIDE)

VHS 2
1. PIANO solo - (YOSHIKI)
2. CRUCIFY MY LOVE - (YOSHIKI - YOSHIKI)
3. ENDLESS RAIN - (YOSHIKI - YOSHIKI)
4. 紅 - (YOSHIKI - YOSHIKI)
5. Orgasm - (Hitomi Shiratori - YOSHIKI)

VHS 3
1. White Poem I - (YOSHIKI - YOSHIKI)
2. DRUM solo - (YOSHIKI)
3. Forever Love - (YOSHIKI - YOSHIKI)
4. X - (Hitomi Shiratori - YOSHIKI)
5. Say Anything (SE) - (YOSHIKI - YOSHIKI)
6. Tears (SE) - (Hitomi Shiratori & YOSHIKI - YOSHIKI)

## Formazione
- Toshi - voce
- HEATH - basso
- PATA - chitarra
- Hide - chitarra
- Yoshiki - batteria, pianoforte